# Těžká atletika
Těžká atletika je v období před druhou světovou válkou v českém prostředí hojně používaný souhrnný termín pro sportovní disciplíny:
- vzpírání (zvedání břemen),
- zápas řecko-římský (křížkování, pasování),
- přetahování lanem,

později byly do těžké atletiky řazeny disciplíny:
- anglický box (rohování),
- kulturistika (antické živé sochy)
- judo (jiu-jitsu).
- silový trojboj

a další moderní sportovní disciplíny úpolového charakteru

## Organizační struktura amatérské (olympijské) těžké atletiky
Těžkou atletiku regulovaly tyto sportovní organizace:
- 1897–1903 – Česká atletická amatérská unie (ČAAU) – 1901 rozdělení atletiky na lehkou a těžkou
- 1904–1910 – Česká atletická amatérská unie (ČAAU) – ustaven ČOV jako hlavní a Český atletický svaz (ČAS)
- 1911–1919 – Ústřední svaz těžké atletiky (ÚSTA) – ustaven ČOV jako hlavní a Český atletický svaz (ČAS)
- 1919–1948 – Československý svaz těžké atletiky (ČsSTA), 1920-1922 a 1939-1945 Český svaz těžké atletiky (ČSTA)
- 1948 Československá obec sokolská – odbor těžké atletiky
  - došlo k rozdělení na vzpěračskou a zápasnickou sekci

### Historie
V Čechách existovaly od roku 1895 kluby, které se výhradně specializovaly na "těžkou" atletiku – zápas řecko-římský, vzpírání, přetahování lanem. Za zakladatelé tohoto sportovního odvětví jsou v Čechách považováni Fridolín Hoyer, Josef Balej a Antonín Bína. V roce 1897 byla jednotlivými kluby založena první česká sportovní organizace Česká atletická amatérská unie (ČAAU), která mimo atletiky, zahrnovala i kluby zaměřené na další sporty – fotbal, plavání, lyžování.
Důležitým datumem je 26. listopad 1901, kdy se představenstvo ČAAU dohodlo na vzniku dvou komisí pro atletiku – došlo oficiálně k rozdělení atletiky na lehkou sekci a těžkou sekci. Předsedou komise pro těžkou sekci byl Rudolf Schindler.
V roce 1903 se od ČAAU odloučila část jeho členů a založila Český atletický svaz (ČAS). ČAS přetáhl ČAAU většinu klubů specializovaných na těžkou atletiku. Předsedou ČAS byl František Malý. V roce 1904 opustila ČAS SK Slávia Praha (vrátila se do ČAAU) a zůstali v ní pouze kluby specializované na těžkou atletiku.
Český olympijský výbor pověřil v roce 1908 i v roce 1912 k účasti v těžkoatletických disciplínách (zápas řecko-římský) na olympijských hrách kluby sdružené v České atletické amatérské unii (ČAAU). V roce 1908 předseda ČAS František Malý navrhl ČAAU aby se vzdal komise pro těžkou atletiku (sekci) a její činnost převedl na ČAS. ČAAU musel řešit mimo organizačních problémů lehká vs. těžká atletiky hlavně problémy české vs. německé. V roce 1910 se od ČAAU oddělila komise pro těžkou atletiku, která však místo fúze s Českým atletickým svazem založila vlastní organizaci Ústřední svaz těžké atletiky (ÚSTA).
ÚSTA (Schindler) a ČAS (Malý) do roku 1915 nenašli společnou řec. V tomto roce umírá předseda ČAS František Malý a Český atletický svaz (ČAS) i vlivem první světové války ztratil na síle. Po první světové válce a vzniku samostatného Československa byla v roce 1919 ustavena jediná organizace pro těžkou atletiku Český svaz těžké atletiky (ČSTA). Po přistoupení slovenských klubů v roce 1922 Československý svaz těžké atletiky (ČsSTA). Prvním předsedou svazu byl Rudolf Schindler. ČsSTA regulovalo olympijské sporty zápas řecko-římský, vzpírání a později zápas ve volném stylu.
Těžká atletika patřila v období První republiky k nejúspěšnějším sportům v Československu. ČsSTA musela hlídat nešvar sportovců a to je udržení amatérského statutu. Téměř žádný špičkový těžký atlet té doby se nevyhnul nařčení z pseudoamaterismu – na ČsSTA pravidelně chodila udání od konkurenčních klubů. Typickým znakem amatéra v profesionálním ringu bylo zápasení pod pseudonymem v masce. Velkým problémem První republiky byla otázka česko-německá – v Sudetech byly na území Československa kluby součástí německých a rakouských sportovních organizací. Další těžkoatletické kluby byly sdružené v Dělnické tělocvičné jednotě, která opovrhovala olympismem v rukou buržoazie.
V lednu 1939 po ztrátě Sudet došlo ke sloučení Československého svazu těžké atletiky (ČsSTA) se třemi profesionálními svazy (Svaz profesionálních zápasníků, Ústřední svaz profesionálních zápasníků, Unie slovanských zápasníků). ČsSTA měla mít dvě komise pro amatérský a profesionální zápas. Ustavující schůze první valné hromady v březnu 1939 neproběhla. V květnu 1939 na valné hromadě ČSTA došlo k přejmenovaní svazu na Český svaz těžké atletiky pro Protektorát Čechy a Morava. K obnovení Československého svazu těžké atletiky (ČsSTA) došlo po roce 1945.
V květnu 1948 proběhlo včlenění těžké atletiky do Československé obce sokolské v rámci sjednocování československé tělovýchovy a rozdělení na vzpěračskou a zápasnickou sekci

## Organizační struktura profesionálů
1939 – Svaz profesionálních zápasníků (1924, Frišténský), Ústřední svaz profesionálních zápasníků (1935-1939), Unie slovanských zápasníků,